# Golofa
Genre
Golofa est un genre de coléoptères de la famille des Scarabaeidae et de la sous-famille des Dynastinae. Les espèces qui constituent ce genre sont présentes en Amérique du Sud.

## Liste des espèces
Selon GBIF (4 septembre 2024) :
- Golofa aegeon Drury, 1773
- Golofa aequatorius Voirin, 1984
- Golofa antiquus Arrow, 1911
- Golofa argentina Arrow, 1911
- Golofa bubeniki Milani, 2021
- Golofa claviger Linnaeus, 1771
- Golofa cochlearis Ohaus, 1910
- Golofa costaricensis Bates, 1888
- Golofa eacus Burmeister, 1847
- Golofa farallonensis Pardo-Locarno & Villalobos-Moreno, 2020
- Golofa gaujoni Lachaume, 1985
- Golofa globulicornis Dechambre, 1975
- Golofa henrypitieri Arnaud & Joly, 2006
- Golofa hirsuta Ratcliffe, 2003
- Golofa horizontalis Voirin, 1984
- Golofa imbellis Bates, 1888
- Golofa incas Hope, 1837
- Golofa inermis Thomson, 1859
- Golofa limogesi Ratcliffe & Le Tirant, 2017
- Golofa minuta Sternberg, 1910
- Golofa obliquicornis Dechambre, 1975
- Golofa paradoxa Dechambre, 1975
- Golofa paulinae Giraldo-Mendoza, 2021
- Golofa pelagon Burmeister, 1847
- Golofa pizarro Hope, 1837
- Golofa porteri Hope, 1837
- Golofa pusilla Arrow, 1911
- Golofa solisi Ratcliffe, 2003
- Golofa spatha Dechambre, 1989
- Golofa tepaneneca Moron, 1995
- Golofa tersander Burmeister, 1847
- Golofa testudinarius Prell, 1934
- Golofa unicolor Bates, 1891
- Golofa veliae Pardo-Locarno & Villalobos-Moreno, 2020
- Golofa wagneri Abadie, 2007
- Golofa xiximeca Moron, 1995

## Taxonomie
Le nom valide complet (avec auteur) de ce taxon est Golofa Hope, 1837.
Golofa a pour synonymes :
- Ceraunus Gistel, 1834
- Golopha Agassiz, 1845